# Bep Bijtelaar

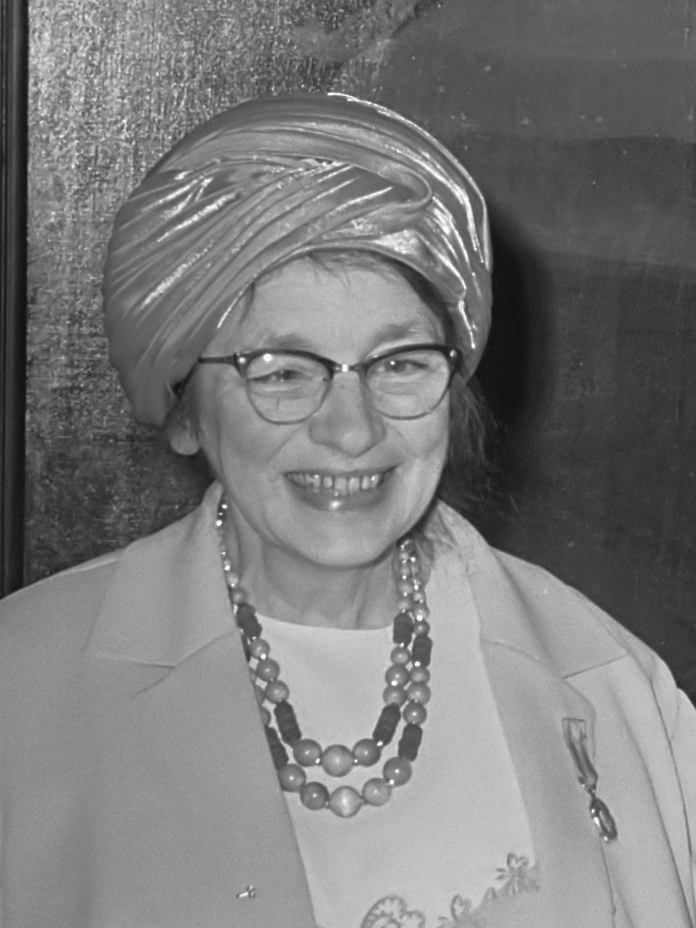
Bep Bijtelaar, 1969

Barendina „Bep“ Marie Bijtelaar (geboren 23. Dezember 1898 in Amsterdam; gestorben 24. Oktober 1978 ebenda) war eine niederländische Zeichnerin und Kirchenarchivarin.

## Leben
Bep Bijtelaar wurde am 23. Dezember 1898 in Amsterdam geboren. Sie war die Tochter des Zigarrenhändlers Cornelis Bijtelaar (1845–1910) und von Hendrika Willemina Wolff (1860–1934). Ihr Vater starb, als sie zwölf Jahre alt war, zuvor hatte sie durch ihn viele lokale Baudenkmäler wie die Oude Kerk kennengelernt und sie war von dieser sehr fasziniert. Nachdem sie die Schule beendet hatte, lernte sie Maschinenschreiben und Buchhaltung, um in einem Büro arbeiten zu können. Sie nutzte ihr Gehalt, um Zeichen- und Malunterricht bei Gerrit Willem Knap, bei seinem Schüler Gerrit Alozerij und am Tekeninstituut Piersma zu nehmen. Zusätzlich lernte sie zwischen 1918 und 1920 technisches Zeichnen an der „Mathesis“, der Schule der Gesellschaft Mathesis Scientiarum Genitrix in Leiden.

### Historische Grabsteine und Glocken der Oude Kerk
Ihre Mutter starb im Jahr 1934, danach begann Bep Bijtelaar mit der Kartierung der über zweitausend historischen Grabsteine der Oude Kerk. Dies sollte ihr Lebenswerk werden. Sie kartierte und zeichnete die Grabsteine und identifizierte die dort Begrabenen. Als die deutschen Besatzer zwischen 1940 und 1945 die Bronzeglocken der Kirche nach Deutschland abfahren wollten, fertigte sie für die Kunstschutzinspektion in Nordholland präzise Zeichnungen und Abreibungen davon an. Sie erhielt einen Passierschein für das Entrepotdok (Lagerhauskomplex in Amsterdam), wo die Glocken zum Transport bereitlagen. Gemeinsam mit dem Inspektor Jan Belonje gelang es ihr, alle elf in Amsterdam beschlagnahmten Glocken zu retten. Sie suggerierten den deutschen Behörden, dass der Turm der Alten Kirche abgerissen werden müsse, um sämtliche Glocken zu entfernen. So konnten sie erreichen, dass die Aktion abgebrochen wurde.
Ihr selbst illustriertes Buch, Die singenden Türme von Amsterdam, wurde zwei Jahre nach der Befreiung der Niederlande veröffentlicht. In dem Buch hatte sie die Geschichte aller Türme und Glocken gründlich recherchiert. Das Buch erhielt viel Zuspruch, da jedoch ihre Illustrationen kritisiert worden waren, kam sie zu dem Schluss, „kein Talent für Kunst“ zu haben. Der historischen Gesellschaft „Amstelodamum“ trat sie ebenfalls nach der Befreiung bei und veröffentlichte 1949 ihren ersten Beitrag im Jahrbuch mit dem Titel über die Brille des Bürgermeisters in der Oude Kerk. Damit beeindruckte sie Frau Van Eeghen, die Herausgeberin von Amstelodamum und Leiterin des Stadtarchivs. Ihre Archivforschungen erhielten 1951 mehr oder weniger offizielle Anerkennung. Nachdem im Juni die baufällige Oude Kerk für die Öffentlichkeit geschlossen werden musste, wurde ein Baukomitee eingerichtet, welches sich an Bijtelaar als „Archivarin“ der Oude Kerk wandte, um anhand von Archivrecherchen alle möglichen baugeschichtlichen Fragen im Zusammenhang mit der Restaurierung zu klären. Bep Bijtelaar nahm diese Aufgabe sehr ernst und war fast jeden Tag im Stadtarchiv. Dafür wurde sie hinter ihrem Rücken manchmal ausgelacht. Dabei entdeckte sie auch den genauen Ort, an dem Saskia van Uylenburgh 1642 in der Oude Kerk begraben worden war. Sie legte im März dreißig rote Rosen auf den neuen Grabstein von Van Uylenburgh, der kurz zuvor von Bürgermeister Arnold Jan d’Ailly enthüllt worden war, nieder. Für die Kirchengeschichte bedeutend war ihre Entdeckung, dass der Utrechter Bischof Guido von Avesnes Amsterdam im Jahr 1306 am Vorabend des Lambertustags besucht hatte, dies war der Tag, der später in vielen Amsterdamer Texten als „Weihe der Kirche dieser Stadt“ erwähnt wurde. So konnte die älteste Kirche Amsterdams eine authentische schriftliche Datierung erhalten.
Jahrelang wohnte Bep Bijtelaar in einem Hofje der Niederländisch-Reformierten Diakonie in der Eerste Hugo de Grootstraat. Als Mitte der 1960er Jahre die Restaurierung der gegenüber der Oude Kerk errichteten Häuser abgeschlossen war, durfte sie in eines dieser Häuser einziehen. Da es zuvor einen Küster beherbergt hatte, verfügte es über einen eigenen Durchgang zur Kirche. Bijtelaar konnte von nun an Tag und Nacht die Kirche besuchen.

### Ehrungen

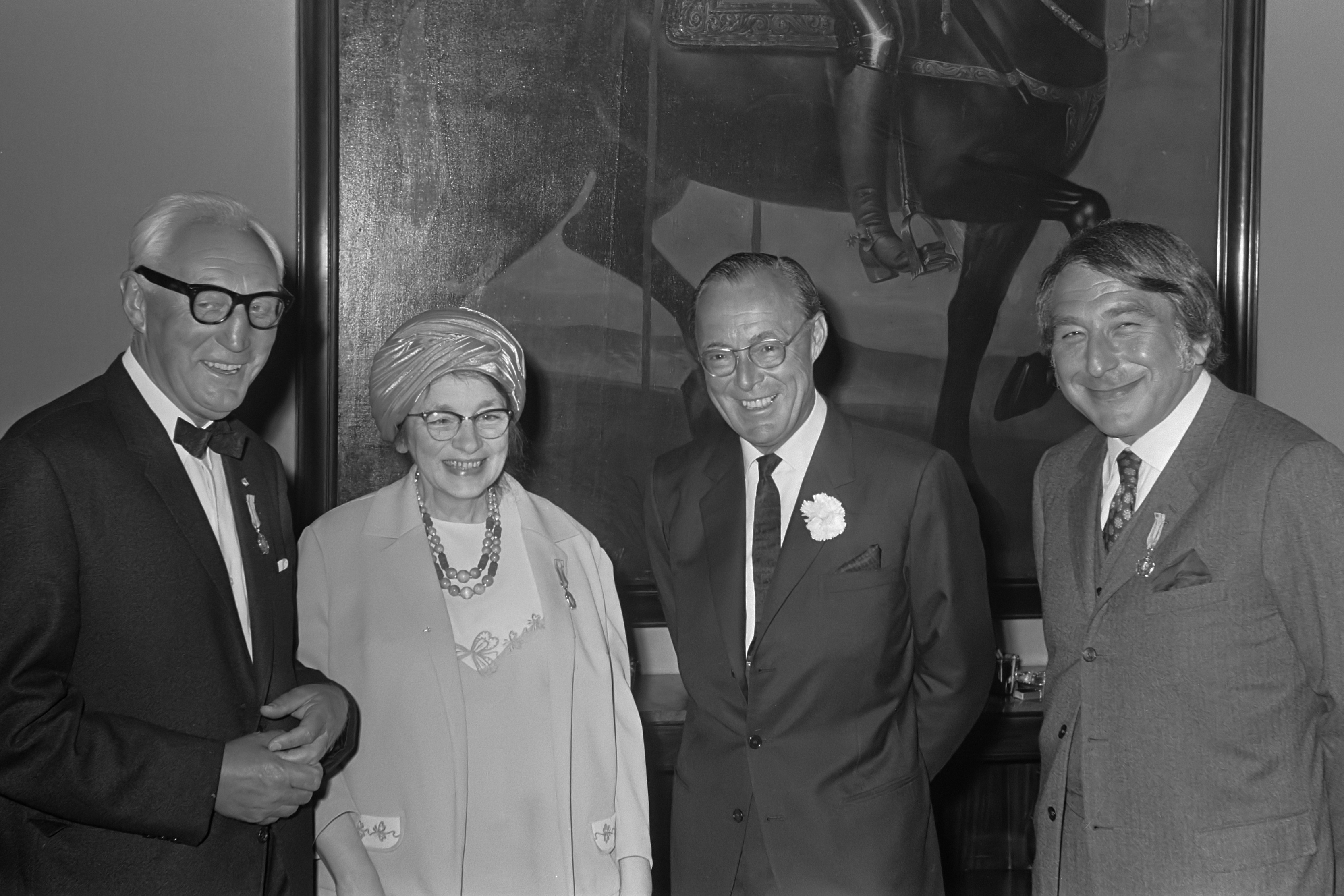
Bep Bijtelaar bei Prinz Bernhard

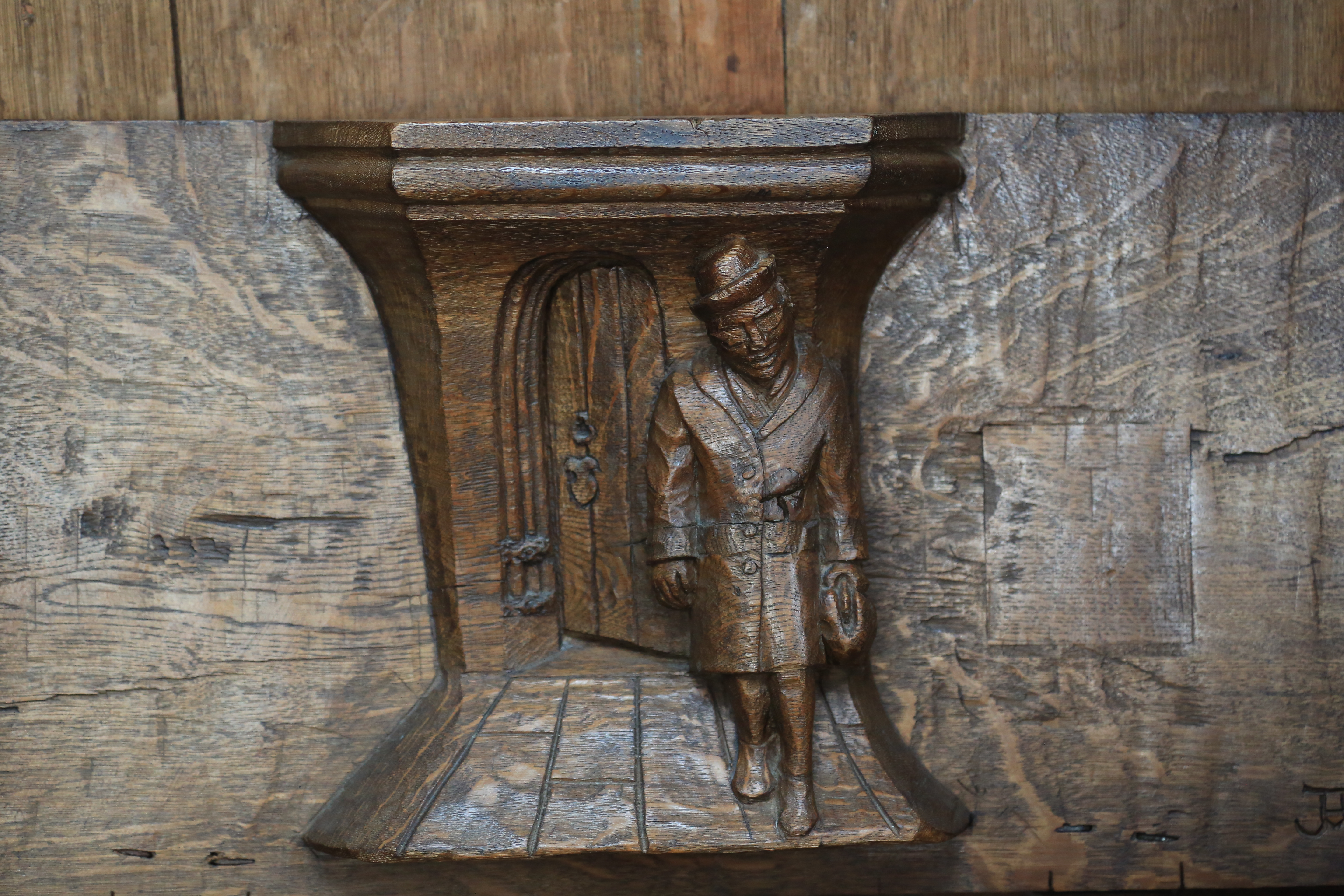
Miserikordie für Bep Bijtelaar

Von Prinz Bernhard wurde Bep Bijtelaar im Königlichen Palais am Dam-Platz im Jahr 1969 mit einer Silbernen Nelke für ihr gesamtes architekturgeschichtliches Werk ausgezeichnet. In dem beigefügten Zertifikat wird von „einem dem Studium der Architekturgeschichte der Amsterdamer Kirchen gewidmeten Leben“, einem „kritischen und scharfsinnigen Ermittlungssinn“ und „überraschenden Entdeckungen für Spezialisten und von größter Bedeutung für die Restaurierung“ gesprochen. Auf all das Lob reagierte sie bescheiden: „Ein Zeichen der Anerkennung für die eigene Arbeit tut einem immer gut“.
Eine weitere Ehre wurde Bijtelaar 1974 zuteil. Während der Restaurierung der Kirchenbänke im Chor der Oude Kerk fertigte der Holzkünstler Joop van Huisstede fünf neue Miserikordien (Sitzstützen) im mittelalterlichen Stil unter den Sitzen an. Auf einer davon ist Bijtelaar zu sehen, wie sie, bekleidet mit Kostüm und Hut, von ihrem Haus aus die Kirche betritt.
Am 24. Oktober 1978, zwei Monate vor ihrem achtzigsten Geburtstag und kurz bevor die Restaurierung der Oude Kerk abgeschlossen war, starb Bep Bijtelaar im Wilhelmina Gasthuis. Ihr Wunsch, neben ihren Eltern im Huis te Vraag aan de Schinkel beerdigt zu werden, konnte nicht erfüllt werden, da dieser alte Friedhof bereits 1962 geschlossen worden war. Auch eine Grabstätte in der Oude Kerk erwies sich als nicht realisierbar. Bijtelaar erhielt eine sehr gut besuchte Trauerfeier in der Oude Kerk und ein Grab auf dem Neuen Ostfriedhof. Ihr Sarg kam mit einer Stunde Verspätung in der Kirche an. Er war irrtümlich nach Ouderkerk aan de Amstel gefahren worden. Die Archivarin und Historikerin Isabella Henriette van Eeghen gedachte Bijtelaars im Jahrbuch der historischen Gesellschaft Amstelodamum. Über dem inneren Durchgang vom Chor zu ihrem Haus wurde an ihrem Todestag 1979 ein kleiner Gedenkstein mit dem Text angebracht: „Barendina Maria Bijtelaar 1898-1978 Archivarin Stichting De Oude Kerk“. Auf diese Weise lebt die Erinnerung an Bep Bijtelaar in ihrer Oude Kerk weiter. Ihr Grab wurde 1988 geräumt.